# Ubisoft Montreal
A Ubisoft Montreal (franciául: Ubisoft Montréal) kanadai videójáték-fejlesztő cég, aminek tulajdonosa a párizsi illetőségű kiadóvállalat, a Ubisoft.
Az 1997-ben alapított stúdió Montréalban található, eleinte csak apróbb projektekkel foglalkoztak, 2008 decemberére azonban már meghaladták az 1700 fős létszámot és jelenleg az egyik legnagyobb fejlesztőcég a világon. A Ubisoft több ismert videójáték sorozatáért felelősek, mint például a Prince of Persia, az Assassin’s Creed vagy a Tom Clancy nevével fémjelzett videójátékok.

## Története

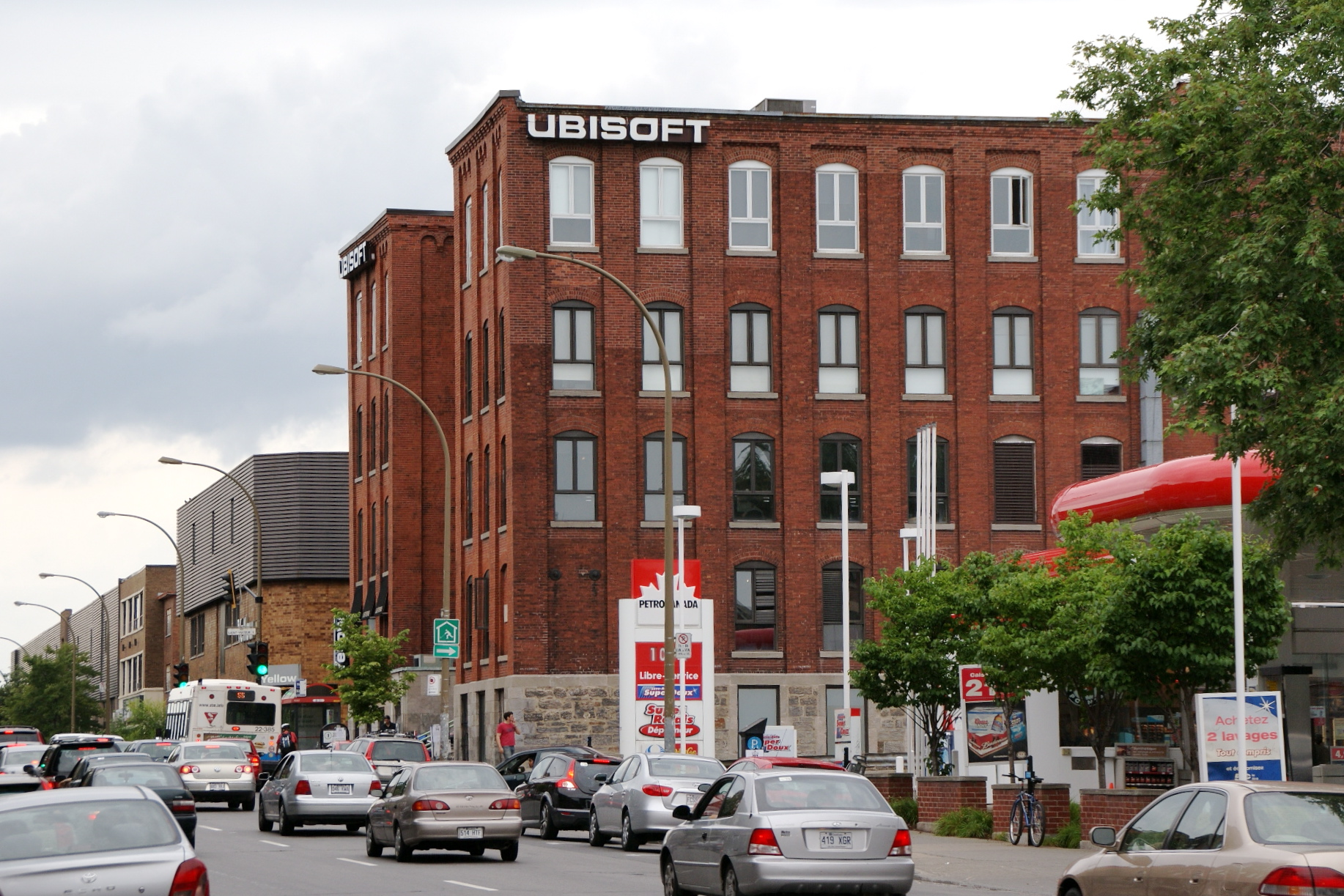
A Ubisoft Montreal székháza

A fejlesztőcéget 1997-ben hozták létre, amihez a kormány pénzügyi támogatást nyújtott. A Ubisoft számára fontos volt, hogy Québecben jelentős a francia ajkú lakosság aránya, illetve a viszonylagos közelsége az Észak-amerikai piachoz. 1999-ben Martin Tremblay alelnökként csatlakozott, de még abban az évben műveleti vezetővé léptették elő.
A cég története az 1990-es évek elejére nyúlik vissza. Akkoriban a textilipar és a gyárak is hanyatlóban voltak a városban, a hatalmon lévő párt, a Liberális Párt (PLQ) munkahelyteremtő programot indított. A tervek között volt, hogy az egyre növekvő multimédiás lehetőségeket kihasználják (Egyre több ember birtokolt számítógépet, megnőtt az internet jelentősége és az tervek megvalósításához szükséges technika is elérhető közelségbe került.), Montréal pedig ideális központnak tűnt erre a célra.
Az 1990-es évek végén a Ubisoft Észak-Amerika felé kívánt terjeszkedni. Eredetileg Új-Brunswickben terveztek leányvállalatot létrehozni, azonban ez Sylvain Vaugeois fülébe is eljutott, aki megpróbálta meggyőzni a québeci kormányzatot, hogy nyújtson támogatást a vállalat számára és akkor Montréalt válasszák majd New Brunswick helyett. A „Plan Mercure” keretein belül a Ubisoft 25000 dollárt kapott volna minden egyes montreali alkalmazott után az elkövetkezendő 5 évben, azonban amikor az ötletet a képviselők elé tárta, kevesen támogatták, mivel túl drágának tartották a beruházás finanszírozását. Sylvain Vaugeois ezután Franciaországba utazott és tárgyalt Párizsban a vállalat vezetőivel. (Annak ellenére, hogy a kormány nem támogatta a projekt megvalósítását.) A Ubisoft vezetőségének viszont tetszett a tervezet és Montréalba utazott, ott azonban kiderült, hogy a „Plan Mercure” nem is lépett volna életbe. A történéseket nagy médiavisszhang követte, a Liberális Pártot pedig azért támadták, mert egy gyorsan fejlődő beruházás lehetőségét szalasztanának el. A PLQ így kénytelen volt visszalépni korábbi álláspontjától és támogatni a vállalatot. A párt gazdasági minisztere Bernard Landry Ottawába utazott, hogy tárgyaljon Pierre Pettigrewval, a Humán Erőforrás és Fejlesztési Minisztérium vezetőjével, aki jóváhagyta a cég létrehozásának a támogatását, amennyiben az 5 éves időszak alatt 500 új munkahelyet teremtenek. Az alkalmazottanként járó 25000 dolláros összegből Québec városa 15000 dollárt, az állam pedig 10000 dollárt finanszírozott. Ezek után 1997-ben alapult meg a Ubisoft Montréal, ami az első nagyobb videójáték-fejlesztő és kiadó, amit a városban hoztak létre, alkalmazottainak a száma mára meghaladja az 1700 főt is. A másik tényező, ami miatt a város mellett döntöttek, hogy alacsonyak a bérleti költségek, nagy az egyetemet végzett francia nyelvű munkaerő aránya és a Montréalról kialakított kreatív város képe. A montreali beruházás pedig több videójáték-fejlesztő és kiadó létrehozását ösztönözte, így az Electronic Arts, az Eidos Interactive, a THQ és a Warner Bros. is a város felé nyitott.
A Ubisoft úgy döntött, hogy egy elhagyatott textilgyárban állítja fel új irodáját a Mile End kerületben, ami magával hozta a városkép megváltozását is. Az egykori, alacsony bérleti díjakkal rendelkező, de beruházásoktól mentes negyedből egy kulturális központ volt kialakulóban, fiatal szakaemberekkel és a környékre telepedő cégekkel. Hasonló jelenség játszódott le Vancouver és Toronto városában is, ahol az olcsó költségek miatt odatelepülő videójáték-fejlesztő cégek népszerűvé tettek egy egész környéket. Az EA Vancouver megnyitása után a Yaletown nevű városrész, ami addig csak kis üzletek otthona volt, de a cég megnyitása után sorra épültek a lakóházak és az irodák. Torontoban, amikor a Ubisoft nyitott egy régi gyárépületben irodát, azt csak gyorséttermek vették körül, mára viszont felső kategóriás lakások kerültek a helyükre abban az utcában.
Kezdetben a fejlesztők gyermekek számára készülő videójátékokkal foglalkoztak, mint a Donald Duck: Goin' Quackers vagy néhány Playmobil játékra épülő program. Ezután kapták meg a lehetőséget egy jelentősebb projektre, a Tom Clancy nevével fémjelzett Splinter Cell játékra. A játék 2002 novemberében jelent meg és remek értékeléseket kapott. Az IGN az év legjobb Xbox játékának választotta és azt írta, hogy ez a játék  helyezte fel a montreali stúdiót a térképre.
2005-ben Québec kormánya további 4 millió dollár támogatást adott a vállalat bővítésére. Ez az összeg később tovább emelkedett, 2013-ig pedig tovább 1400 új dolgozóval kívánják bővíteni a céget, ezzel pedig a világ legnagyobb a fejlesztő stúdiójává válna.
Míg Martin Tremblay a pozíciójában volt, megrendíthetetlen támogatója volt a versenytilalmi törekvéseknek, különösképpen annak az incidensnek a következtében, amikor az Electronic Arts a kanadai leányvállalatába, az EA Montrealba csábított számos korábbi Ubisoft alkalmazottat. Ironikus módon amikor Tremblay 2006-ban elhagyta a Ubisoftot a Vivendi Games egy elnöki posztjáért, a bíróság a versenytilalmi határozatra és a korábbi szerződésére hivatkozva megtiltotta számára, hogy betöltse a tisztséget.
Tremblay távozása után Yannis Mallat (korábban a Prince of Persia sorozat producere volt) lett a vállalat vezérigazgatója és Tremblay helyét is ő tölti majd be.

## Játékok
| Játék címe                               | Kiadás éve | Platformok                                                                                                 |
| ---------------------------------------- | ---------- | --- |
| Tonic Trouble                            | 1999       | Windows, Nintendo 64                                                                                       |
| Donald Duck: Goin’ Quackers              | 2000       | Windows, GameCube, PlayStation, PlayStation 2,                                                             |
| Tom Clancy’s Splinter Cell               | 2002       | Xbox, Windows, Mac                                                                                         |
| Tom Clancy’s Rainbow Six 3: Raven Shield | 2003       | Windows, GameCube, PlayStation 2, Xbox                                                                     |
| Batman: Rise of Sin Tzu                  | 2003       | GameCube, PlayStation 2, Xbox                                                                              |
| Prince of Persia: The Sands of Time      | 2003       | Windows, GameCube, PlayStation 2, Xbox                                                                     |
| Myst IV: Revelation                      | 2004       | Windows, Xbox                                                                                              |
| Prince of Persia: Warrior Within         | 2004       | Windows, GameCube, PlayStation 2, Xbox, PlayStation Portable                                               |
| Tom Clancy’s Rainbow Six 3: Black Arrow  | 2004       | Xbox |
| Far Cry Instincts                        | 2005       | Xbox |
| Prince of Persia: The Two Thrones        | 2005       | Windows, GameCube, PlayStation 2, Xbox                                                                     |
| Tom Clancy’s Splinter Cell: Chaos Theory | 2005       | Windows, GameCube, PlayStation 2, Xbox                                                                     |
| Far Cry: Instincts – Evolution           | 2006       | Xbox |
| Tom Clancy’s Splinter Cell: Double Agent | 2006       | GameCube, PlayStation 2, Xbox, Wii                                                                         |
| Tom Clancy’s Rainbow Six: Vegas          | 2006       | Windows, PlayStation Portable, PlayStation 3, Xbox 360                                                     |
| TMNT                                     | 2007       | GameCube, Nintendo DS, Windows, PlayStation Portable, PlayStation 2, Game Boy Advance, Wii, Xbox, Xbox 360 |
| Assassin's Creed                         | 2007       | Windows, PlayStation 3, Xbox 360                                                                           |
| My Word Coach                            | 2007       | Wii, Nintendo DS                                                                                           |
| Naruto: Rise of a Ninja                  | 2007       | Xbox 360                                                                                                   |
| Lost: Via Domus                          | 2008       | Windows, PlayStation 3, Xbox 360                                                                           |
| Tom Clancy’s Rainbow Six: Vegas 2        | 2008       | Windows, PlayStation 3, Xbox 360                                                                           |
| Far Cry 2                                | 2008       | Windows, PlayStation 3, Xbox 360                                                                           |
| Shaun White Snowboarding                 | 2008       | Wii, Windows, PlayStation 3, Xbox 360, PlayStation Portable                                                |
| Naruto: The Broken Bond                  | 2008       | Xbox 360                                                                                                   |
| Prince of Persia                         | 2008       | Windows, PlayStation 3, Xbox 360                                                                           |
| Assassin’s Creed II                      | 2009       | Windows, PlayStation 3, Xbox 360                                                                           |
| James Cameron’s Avatar: The Game         | 2009       | PlayStation 3, Xbox 360, Wii, Windows                                                                      |
| Shaun White Snowboarding: World Stage    | 2009       | Wii |
| Tom Clancy’s Splinter Cell: Conviction   | 2010       | Windows, Xbox 360, Mac                                                                                     |
| Prince of Persia: The Forgotten Sands    | 2010       | PlayStation 3, Xbox 360, Wii, Windows, NDS, PSP                                                            |
| Prince of Persia Trilogy                 | 2010       | PlayStation 3                                                                                              |
| Shaun White Skateboarding                | 2010       | PlayStation 3, Xbox 360, Wii, Windows                                                                      |
| Assassin’s Creed: Brotherhood            | 2010       | PlayStation 3, Xbox 360, Windows                                                                           |
| Tom Clancy’s Splinter Cell 3D            | 2011       | Nintendo 3DS                                                                                               |
| Michael Jackson: The Experience          | 2011       | PlayStation 3, Xbox 360                                                                                    |
| Tom Clancy’s Splinter Cell Trilogy       | 2011       | PlayStation 3                                                                                              |
| Assassin’s Creed: Revelations            | 2011       | PlayStation 3, Xbox 360, Windows                                                                           |
| Assassin’s Creed III                     | 2012       | PlayStation 3, Xbox 360, Windows                                                                           |
| Far Cry 3                                | 2012       | PlayStation 3, Xbox 360, Windows                                                                           |
| Far Cry 3: Blood Dragon                  | 2013       | PlayStation 3, Xbox 360, Wii U, Windows                                                                    |
| Tom Clancy’s Splinter Cell: Blacklist    | 2013       | PlayStation 3, Xbox 360, Windows                                                                           |
| Assassin’s Creed IV: Black Flag          | 2013       | PlayStation 3, PlayStation 4, Xbox 360, Xbox One, Wii U, Windows                                           |
| Child of Light                           | 2014       | PlayStation 3, PlayStation 4, Xbox 360, Xbox One, Wii U, Windows                                           |
| Watch Dogs                               | 2014       | PlayStation 3, PlayStation 4, Xbox 360, Xbox One, Wii U, Windows                                           |
| Shape Up                                 | 2014       | Xbox One                                                                                                   |
| Assassin’s Creed Unity                   | 2014       | PlayStation 4, Xbox One, Windows                                                                           |
| Assassin’s Creed Rogue                   | 2014       | PlayStation 3, Xbox 360, Windows                                                                           |
| Far Cry 4                                | 2014       | PlayStation 3, PlayStation 4, Xbox 360, Xbox One, Windows                                                  |
| The Mighty Quest for Epic Loot           | 2015       | Windows |
| Tom Clancy’s Rainbow Six Siege           | 2015       | PlayStation 4, Xbox One, Windows                                                                           |
| Far Cry Primal                           | 2016       | PlayStation 4, Xbox One, Windows                                                                           |
| Eagle Flight                             | 2016       | PlayStation 4, Windows                                                                                     |
| Watch Dogs 2                             | 2016       | PlayStation 4, Xbox One, Windows                                                                           |
| For Honor                                | 2017       | PlayStation 4, Xbox One, Windows                                                                           |